# Obrona Zamościa

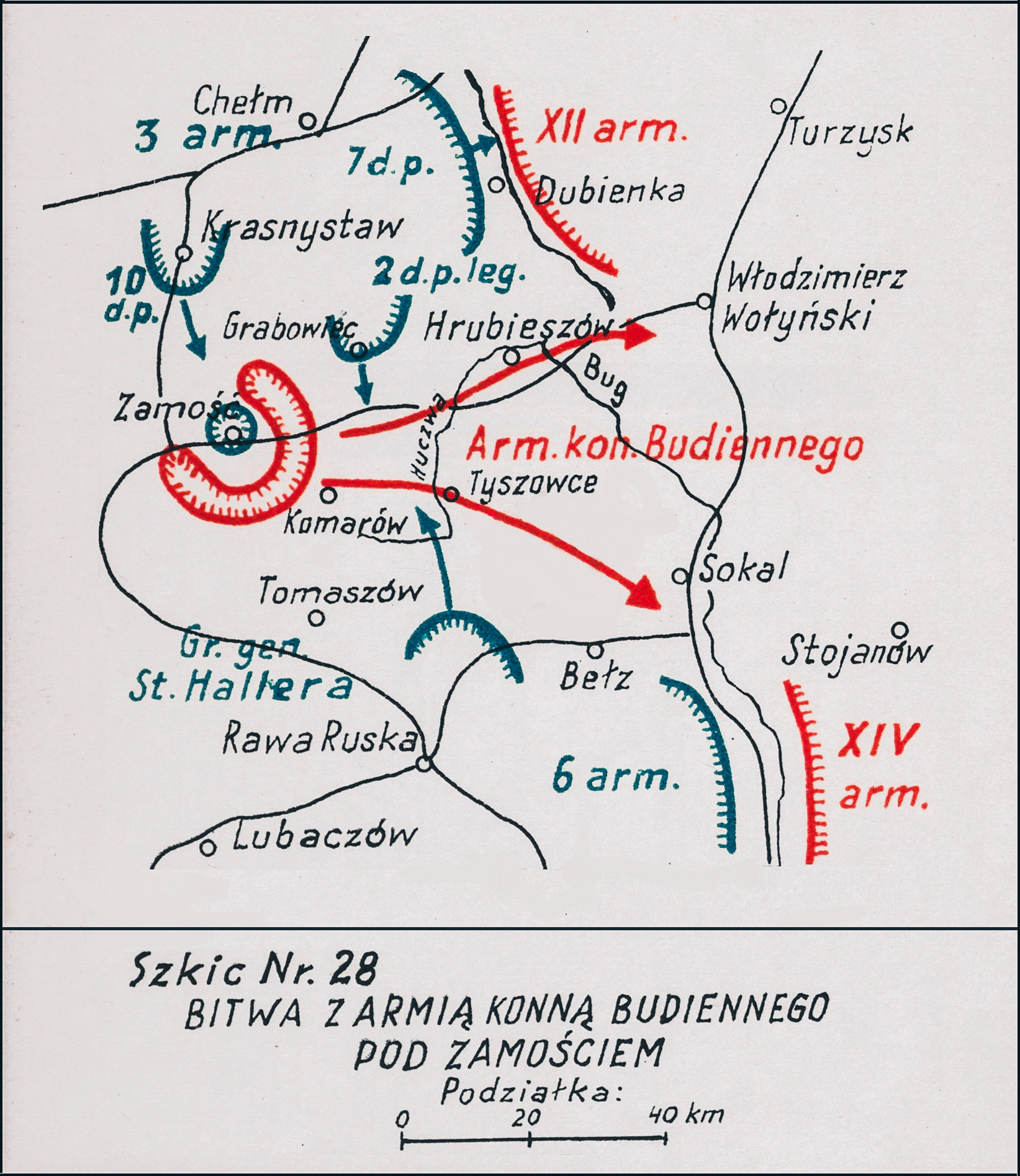
Adam Przybylski
Wojna Polska 1918–1921

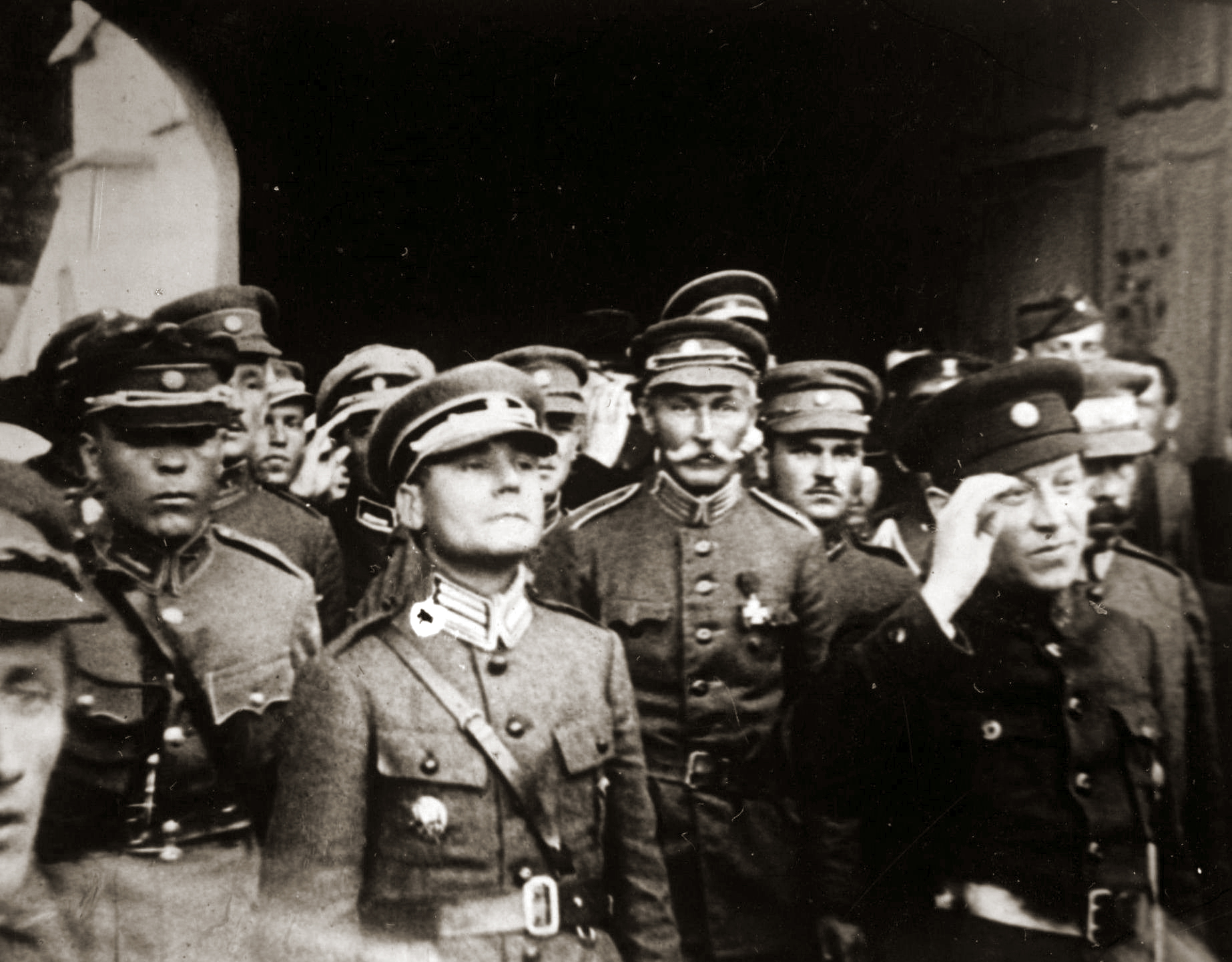
Symon Petlura i oficerowie armii URL wychodzą z Soboru Sofijskiego. Kijów, 23 maja 1920. Marko Bezruczko w środku, na pierwszym planie.

Obrona Zamościa (ukr. Оборона Замостя) – obrona oblężonego miasta Zamość przez wojska ukraińskie i polskie, która miała miejsce w dniach 29–31 sierpnia 1920 roku w czasie wojny polsko-bolszewickiej.

## Przed bitwą
Ukraińska 6 Siczowa Dywizja Strzelców walczyła z bolszewikami od wiosny 1920 roku. Pod dowództwem pułkownika Marka Bezruczki wzięła udział w wyprawie kijowskiej i zdobyciu stolicy Ukrainy u boku wojsk polskich. Od czerwca znajdowała się w odwrocie na skutek ofensywy osławionej, bolszewickiej 1 Armii Konnej komandarma Siemiona Budionnego.
19 sierpnia wojska ukraińskie przybyły do Zamościa drogą kolejową. W tym samym czasie pod miasto podeszły już bolszewickie oddziały zwiadowcze, a niektóre z nich zapuszczały się nawet do samego centrum Zamościa.

## Przygotowania
Polskie dowództwo powierzyło zadanie obrony miasta jednostce ukraińskiej ze względu na to, że niemal wszystkie polskie siły były wówczas zaangażowane w boje pod Warszawą i pod Lwowem. Jednak dywizja wykrwawiona i zmęczona toczonymi od dwóch miesięcy ciężkimi walkami odwrotowymi mogła sama nie sprostać temu zadaniu, dlatego w przededniu bitwy na pomoc Bezruczce wysłano 31 Pułk Strzelców Kaniowskich pod dowództwem kapitana Mikołaja Bołtucia.
W dniach 25–28 sierpnia przeprowadzono prace fortyfikacyjne, do których zaangażowano około 3,5 tysiąca mieszkańców Zamościa. Ukraińscy saperzy rozłożyli na przedpolach miasta setki min oraz stworzyli kilkuwarstwową sieć zasieków, której długość w niektórych miejscach sięgała 18 kilometrów.

## Bitwa
Do obrony wykorzystano stare zabudowania Twierdzy Zamość, które okazały się szczególnie pomocne. Przez małe otwory strzelnicze prowadzono celny ogień z karabinów maszynowych, podczas gdy ich strzelcy byli niemal całkowicie osłonięci przed kulami przeciwnika.
Zmasowane ataki bolszewików trwały od 29 do 31 sierpnia i były powtarzane w dzień oraz w nocy. Miasto znalazło się w całkowitym okrążeniu, a oddziały walczące do 28 sierpnia w okolicznych wsiach zostały zmuszone do wycofania się do Zamościa. Bolszewikom nie udało się jednak dokonać żadnego większego wyłomu w pierścieniu obrony miasta. Sowiecką piechotę i kawalerię powstrzymały pola minowe oraz opór na murach miejskich.
31 sierpnia do Zamościa dotarły przybywające na odsiecz wojska generała Stanisława Hallera ze Lwowa. Oznaczało to zwycięski koniec obrony oblężonego miasta.

## Następstwa
Obrona Zamościa miała duże znaczenie dla sukcesu wojsk polskich w lecie 1920 na południowym odcinku frontu. Dzięki temu, że obrońcy na trzy dni związali walką duże siły bolszewickie, udało się wziąć Armię Konną Budionnego w kleszcze przez siły generała Hallera nadciągające z południa i wojska generała Sikorskiego idące od północy, co ostatecznie doprowadziło do rozgromienia Konarmii w bitwie pod Komarowem.
Po zakończeniu walki żołnierze ukraińscy oraz polscy mieszkańcy Zamościa dokonali tak zwanego pogromu zamojskiego. Zdewastowano liczne żydowskie sklepy oraz zlinczowano miejscowych Żydów w odwecie za współpracę niektórych przedstawicieli społeczności żydowskiej z bolszewikami.
Pułkownik Marko Bezruczko ze swoją 6 Dywizją Strzelców Siczowych walczył do listopada 1920 roku. Po podpisaniu traktatu ryskiego przez rząd polski i bolszewicki był internowany, a później zamieszkał w Warszawie, gdzie udzielał się dla społeczności ukraińskiej do swojej śmierci w 1944 roku. Został pochowany na cmentarzu prawosławnym na Woli.

## Pamięć
W 2016 roku na grobie Bezruczki złożył kwiaty polski minister obrony narodowej Antoni Macierewicz, podkreślając zasługi ukraińskiego oficera dla obrony polskiej niepodległości. W Zamościu obrońców miasta upamiętnia tablica na Arsenale z napisem: 

W hołdzie obrońcom Zamościa przed bolszewicką nawałą 28–31 VIII 1920 r. Żołnierzom 6 Dywizji Strzelców Armii Ukraińskiej Republiki Ludowej płk. Marka Bezruczki oraz żołnierzom polskim 31 Pułku Strzelców Kaniowskich kpt. Mikołaja Bołtucia i innych jednostek Wojska Polskiego.

Obrona Zamościa w publicystce i polityce historycznej jest często przywoływana jako przykład polsko-ukraińskiego braterstwa broni przeciwko wspólnemu wrogowi, czyli Rosji.